# Adesmia muricata
Adesmia muricata är en ärtväxtart som först beskrevs av Nikolaus Joseph von Jacquin, och fick sitt nu gällande namn av Dc. Adesmia muricata ingår i släktet Adesmia och familjen ärtväxter. IUCN kategoriserar arten globalt som livskraftig.

## Underarter
Arten delas in i följande underarter:
- A. m. dentata
- A. m. gilliesii
- A. m. muricata